# Prinz Eugen (cruzador)
O Prinz Eugen foi um cruzador pesado operado pela Kriegsmarine e a terceira embarcação da Classe Admiral Hipper, depois do Admiral Hipper e Blücher, e seguido pelo Seydlitz e Lützow. Sua construção começou em abril de 1936 na Germaniawerft e foi lançado ao mar em agosto de 1938, sendo comissionado na frota alemã em agosto de 1940. Era armado com uma bateria principal de oito canhões de 203 milímetros montados em quatro torres de artilharia duplas, tinha um deslocamento de dezenove mil toneladas e conseguia alcançar uma velocidade máxima de 32 nós.
O cruzador entrou em serviço no começo da Segunda Guerra Mundial e sua primeira ação foi a Operação Rheinübung em maio de 1941 junto com o couraçado Bismarck. Nesta, os dois lutaram na Batalha do Estreito da Dinamarca, conseguindo afundar o cruzador de batalha HMS Hood e danificar o couraçado HMS Prince of Wales. O Prinz Eugen foi separado do Bismarck em seguida e pouco depois forçado a voltar para a França devido a problemas nos seus motores. Passou por reparos e então participou da Operação Cerberus em fevereiro de 1942, seguindo para a Noruega.
A embarcação foi torpedeada em maio de 1942, enquanto retornava para a Alemanha. Passou meses atuando como navio de treinamento e então deu cobertura para o recuo das forças alemãs na Frente Oriental a partir de 1943. A guerra terminou em maio de 1945 e o Prinz Eugen foi rendido para a Marinha Real Britânica e depois entregue para a Marinha dos Estados Unidos como prêmio de guerra. Foi examinado e usado como alvo de tiro em 1946 para os testes nucleares da Operação Crossroads. Ele sobreviveu aos testes, porém emborcou e afundou em Kwajalein em dezembro.

## Características

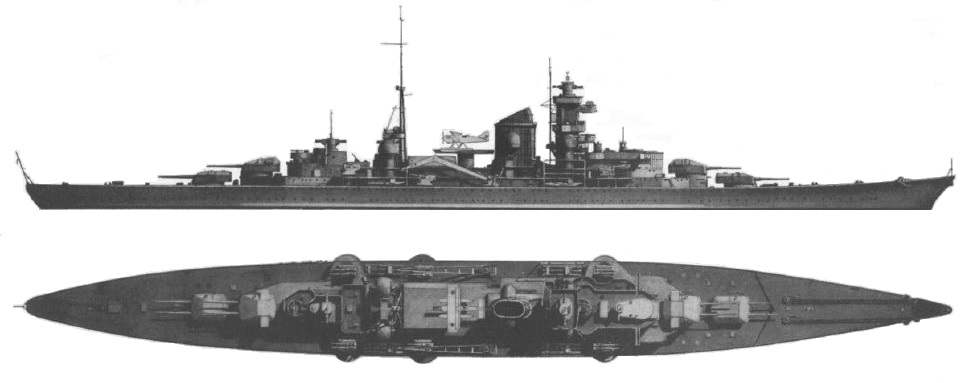
Desenho do Prinz Eugen

Os cruzadores pesados da Classe Hipper Admiral foram encomendados no contexto do rearmamento naval alemão após a ascensão do Partido Nazista ao poder em 1933, que repudiou as cláusulas de desarmamento do Tratado de Versalhes de 1919. A Alemanha assinou o Acordo Naval Anglo-Germânico com o Reino Unido em 1935, que proporcionou a base legal para o rearmamento alemão. O tratado especificava que a Alemanha poderia construir cinco "cruzadores de tratado" de até dez mil toneladas. Os membros da Classe Admiral Hipper estavam nominalmente dentro desse limite, porém na realidade eram muito maiores.
O Prinz Eugen foi originalmente construído com 207,7 metros de comprimento de fora a fora, boca de 21,7 metros e calado máximo de 7,2 metros. Sua proa reta foi substituída após seu lançamento e antes de seu comissionamento por uma proa clipper, aumentando o comprimento de fora a fora para 212,5 metros; esta proa mantinha seu convés muito mais seco em mares bravios. Seu deslocamento projetado era de 16 970 toneladas, enquanto o deslocamento carregado chegava a 19 050 toneladas. Seu sistema de propulsão era composto por três conjuntos de turbinas a vapor alimentadas por doze caldeiras de alta-pressão a óleo combustível. Seus motores poderiam produzir 133,2 mil cavalos-vapor (98 mil quilowatts) de potência, suficiente para impulsionar o navio a uma velocidade máxima de 32 nós (59 quilômetros por hora). Sua tripulação era formada por 42 oficiais e 1 340 marinheiros.
O armamento principal consistia em oito canhões calibre 60 de 203 milímetros em quatro torres de artilharia duplas, duas na proa e duas na popa, com uma sobreposta a outra. Sua bateria antiaérea tinha doze canhões calibre 65 de 105 milímetros, doze canhões calibre 83 de 37 milímetros e oito canhões calibre 65 de 20 milímetros. Também era equipado com doze tubos de torpedo de 533 milímetros em quatro lançadores triplos, dois à meia-nau em cada lado da superestrutura. O Prinz Eugen era equipado com três hidroaviões Arado Ar 196, um hangar e uma catapulta. O cinturão de blindagem tinha setenta a oitenta milímetros de espessura; o convés superior ficava de doze a trinta milímetros, enquanto o convés blindado principal tinha entre vinte e cinquenta milímetros. As torres de artilharia tinham placas frontais de 105 milímetros e laterais de setenta milímetros.

## História

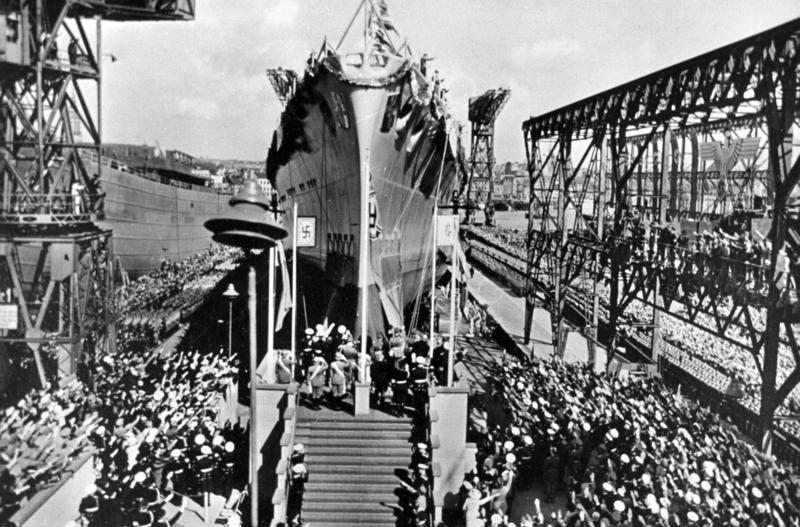
A cerimônia de lançamento do Prinz Eugen em 22 de agosto de 1938

O Prinz Eugen foi construído pela Germaniawerft em Kiel. Seu batimento de quilha ocorreu em 23 de abril de 1936, recebendo o número de construção 564 e o nome de contrato "Cruzador J". Originalmente seria nomeado Tegetthoff em homenagem ao vice-almirante austríaco Wilhelm von Tegetthoff, que derrotou a Itália na Batalha de Lissa em 1866, porém foi considerado que os italianos poderiam tomar isso como um insulto, assim a Kriegsmarine decidiu nomeá-lo em homenagem ao também austríaco príncipe Eugênio de Saboia. O navio foi lançado ao mar em 22 de agosto de 1938, com a cerimônia tendo a presença de Arthur Seyss-Inquart, o governador da Marca Oriental, que também fez o discurso de batismo. Também presentes para o lançamento estavam o ditador Adolf Hitler e o almirante Miklós Horthy, o Regente da Hungria e ex-comandante do couraçado austro-húngaro SMS Prinz Eugen na Primeira Guerra Mundial. O batismo foi feito por Magdolna Purgly, esposa de Horthy. O cruzador foi originalmente construído com uma proa reta, porém após seu lançamento esta foi substituída por uma proa clipper. Uma cobertura para a chaminé também foi instalada.
Seu comissionamento foi ligeiramente adiado devido a pequenos danos sofridos durante um ataque da Força Aérea Real contra Kiel na noite de 1º de julho de 1940. O Prinz Eugen foi atingido duas vezes no ataque, mas os danos foram rapidamente consertados e ele foi comissionado em 1º de agosto. O navio passou o restante de 1940 em testes marítimos no Mar Báltico. As equipes de artilharia realizaram treinamentos no início de 1941. Seguiu-se um curto período em uma doca seca para modificações e melhoramentos finais. O cruzador juntou-se em abril ao recém-comissionado couraçado Bismarck para manobras no Báltico. Ambos tinham sido selecionados para a Operação Rheinübung, uma surtida para o Oceano Atlântico a fim de atacar navios mercantes Aliadas.
O Prinz Eugen detonou uma mina magnética britânica em 23 de abril enquanto navegava pelo Femernbelt à caminho de Kiel. Um de  tanque de combustível, acoplamentos do eixo de uma das hélices e o equipamento de controle de disparo foram danificados. A surtida com o Bismarck precisou ser adiada enquanto os reparos eram realizados. O grande almirante Erich Raeder e o almirante Günther Lütjens discutiram a possibilidade de adiar ainda mais a operação na esperança de que os reparos no couraçado Scharnhorst terminassem ou de que o Tirpitz, irmão do Bismarck, pudesse terminar seus testes marítimos em tempo para que participassem da Operação Rheinübung. Entretanto, os dois homens acabaram decidindo que seria mais benéfico voltar com as ações de superfície no Atlântico o mais rápido possível e que os dois navios partiriam sem reforços.

### Operação Rheinübung

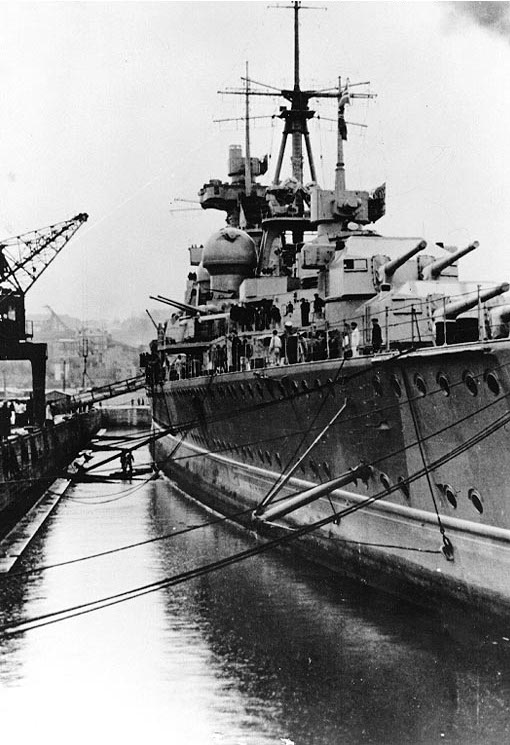
O Prinz Eugen em Kiel

Os reparos foram finalizados em 11 de maio de 1941. Partiu para Gotenhafen sob o comando do capitão de mar Helmuth Brinkmann, com a tripulação se preparando para sua surtida ao Atlântico. Se encontrou com o Bismarck em 18 de maio próximo do Cabo Arkona. Os dois foram escoltados por uma flotilha de draga-minas e três contratorpedeiros, o Z10 Hans Lody, Z16 Friedrich Eckoldt e Z23. A Luftwaffe  proporcionou cobertura aérea durante a viagem para fora das águas alemãs. Os alemães encontraram o cruzador rápido sueco HM Gotland por volta das 13h00min do dia 20; este os seguiu por duas horas no Kattegat. O Gotland transmitiu um relatório para seu quartel-general, dizendo que "Dois navios grandes, três contratorpedeiros, cinco embarcações de escolta e 10–12 aeronaves passaram por Marstrand, curso  205°/20'". O Alto Comando Naval não ficou preocupado com o risco de segurança representando pelo navio sueco, mas Lütjens acreditou que a segurança operacional tinha sido perdida. O relatório sueco acabou chegando ao capitão Henry Denham, o adido naval britânico na Suécia, que transmitiu essa informação ao Almirantado.
Decifradores de códigos em Bletchley Park confirmaram que um ataque no Atlântico era iminente, pois tinham decifrado relatórios de que o Prinz Eugen e o Bismarck tinham embarcado tripulações extras e requisitado cartas de navegação adicionais. Dois caças Supermarine Spitfire receberam ordens de procurar os alemães pelo litoral norueguês. Os navios chegaram no litoral norueguês na tarde de 20 de maio; os draga-minas foram destacados e o Prinz Eugen, Bismarck e os contratorpedeiros de escolta continuaram norte. Oficiais de interceptação de rádio do cruzador captaram um sinal na manhã seguinte ordenando que aeronaves de reconhecimento britânicas procurassem por dois couraçados e três contratorpedeiros seguindo para o norte no litoral da Noruega. Os alemães avistaram quatro aeronaves não identificadas que rapidamente foram embora às 7h00min. A flotilha chegou em Bergen pouco depois do meio-dia e ancorou no Fiorde de Grimstad. Suas tripulações removeram sua camuflagem báltica e os pintaram com o cinza padrão usado pelos navios alemães no Atlântico.

Cursos do Prinz Eugen, Bismarck e embarcações em perseguição durante a Operação Rheinübung em maio de 1941

O Prinz Eugen foi reabastecido com 764 toneladas de óleo combustível enquanto estava em Bergen; por algum motivo desconhecido, o Bismarck não reabasteceu. O Prinz Eugen, Bismarck e os três contratorpedeiros de escolta partiram às 19h30min de 21 de maio. A força chegou em mar aberto aproximadamente à meia-noite e seguiu rumo ao oceano Ártico. Foi nesse momento que Raeder informou Hitler sobre a operação, que relutantemente permitiu que ela continuasse como planejado. Os três contratorpedeiros foram destacados às 4h14min do dia 22, enquanto a força passava perto de Trondheim. Lütjens ordenou por volta do meio-dia que seus dois navios seguissem em direção ao Estreito da Dinamarca numa tentativa de entrar nas águas abertas do Atlântico.
Lütjens ordenou às 4h00min de 23 de maio que o Prinz Eugen e o Bismarck aumentassem sua velocidade para 27 nós (50 km/h) para a corrida pelo Estreito da Dinamarca. Os dois ativaram seus radares FuMO ao entrarem no estreito. O Bismarck navegou à setecentos metros de distância na frente do Prinz Eugen; a névoa reduziu a visibilidade para entre três a quatro quilômetros. Gelo foi encontrado em algum momento por volta das 10h00min, necessitando a redução da velocidade para 24 nós (44 quilômetros por hora). As embarcações chegaram a um ponto ao norte da Islândia duas horas depois e foram forçados a navegar em ziguezague para evitarem o gelo. Operadores de radar e hidrofones detectaram o cruzador pesado HMS Suffolk às 19h22min a uma distância de aproximadamente 12,5 km. A equipe de interceptação de rádio do Prinz Eugen decodificou sinais do Suffolk e descobriu que sua localização tinha sido relatada.
Lütjens deu permissão para o Prinz Eugen atacar o Suffolk, porém Brinkmann não conseguiu distinguir claramente seu alvo e assim não deu ordem para abrir fogo. O Suffolk rapidamente recuou para uma distância segura e passou a seguir os alemães. O cruzador pesado HMS Norfolk juntou-se ao Suffolk às 20h30min, mas acabou aproximando-se demais dos navios alemães. Lütjens ordenou que suas embarcações atacassem o cruzador britânico; o Bismarck disparou cinco salvos, três dos quais quase acertaram o Norfolk, com estilhaços dos projéteis caindo sobre o convés. O cruzador lançou uma cortina de fumaça e fugiu para um banco de neblina, encerrando o breve confronto. A concussão dos canhões de 380 mm do Bismarck desabilitou seu radar FuMo 23, fazendo Lütjens ordenar que o Prinz Eugen assumisse a vanguarda para usar seu radar em funcionamento para realizar as varreduras para a formação. Os cruzadores britânicos atacaram o Prinz Eugen e o Bismarck durante a noite, repassando suas localizações e cursos.

#### Estreito da Dinamarca

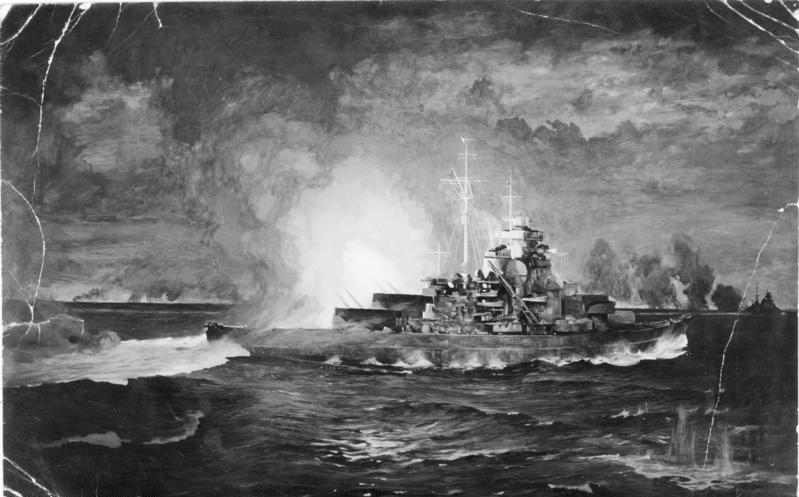
Pintura do Bismarck e Prinz Eugen na Batalha do Estreito da Dinamarca

O clima ruim melhorou na manhã de 24 de maio, revelando um céu limpo. Operadores de hidrofone do Prinz Eugen detectaram duas embarcações aproximando-se da formação alemã às 5h07min a uma distância de vinte milhas náuticas (37 quilômetros), relatando "Ruídos de dois navios a turbina movendo-se rapidamente à 280° direção relativa!". Vigias avistaram fumaça no horizonte às 5h45min; eram o cruzador de batalha HMS Hood e o couraçado HMS Prince of Wales, sob o comando do vice-almirante Lancelot Holland. Lütjens ordenou posições de batalha para seus navios. A distância tinha caído para 26 quilômetros às 5h52min e o Hood abriu fogo, seguido um minuto depois pelo Prince of Wales. O Hood disparou contra o Prinz Eugen, enquanto o Prince of Wales disparou contra o Bismarck; os britânicos não sabiam que os alemães tinham trocado de posição no Estreito da Dinamarca, apesar de observadores no Prince of Wales terem identificado corretamente os navios, mas não informaram Holland a respeito.
Os britânicos aproximaram-se de frente, o que permitiu que usassem apenas seus canhões dianteiros, enquanto o Bismarck e o Prinz Eugen podiam disparar salvos completos com todas as suas armas. Holland ordenou uma virada de vinte graus a bombordo vários minutos depois de abrir fogo, o que permitiria que seus navios atacassem com todos os canhões. Os alemães abriram fogo contra o Hood e dentro de um minuto o Prinz Eugen acertou um projétil explosivo de 203 mm, detonando munições antiaéreas e iniciando um incêndio no convés do Hood, mas que rapidamente foi apagado. Holland ordenou uma segunda virada de vinte graus para bombordo a fim de deixar seus navios em curso paralelo aos alemães. Nessa altura, o Bismarck já tinha encontrado a distância em relação ao Hood e travado sua mira, assim Lütjens ordenou que seu cruzador passasse a disparar contra o Prince of Wales para que as duas embarcações inimigas ficassem sob fogo. O Prinz Eugen acertou o navio duas vezes em poucos minutos, relatando que um pequeno incêndio tinha começado.

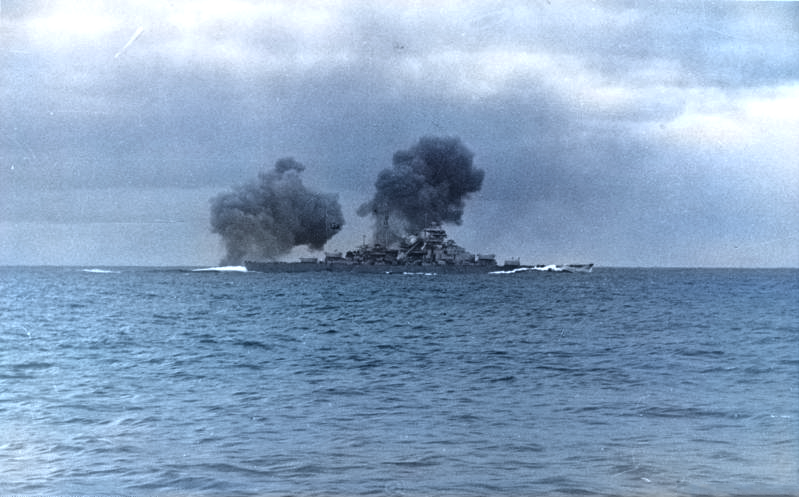
O Bismarck disparando contra o Prince of Wales após o naufrágio do Hood, fotografado do Prinz Eugen em 24 de maio de 1941

Lütjens então ordenou que o Prinz Eugen recuasse para ré do Bismarck com o objetivo de estar em melhor posição para poder monitorar a localização do Norfolk e Suffolk, que ainda estavam entre dez e doze milhas náuticas (19 a 22 quilômetros) ao leste dos alemães. Às 6h00min, enquanto o Hood estava em algum momento de sua segunda virada para bombordo, o quinto salvo do Bismarck o acertou. Pelo menos um projétil de 380 milímetros penetrou dentro do Hood e alcançou seu depósito de munição de ré, detonando 112 toneladas de cordite usada como propelente. Uma enorme explosão quebrou o cruzador de batalha entre o mastro principal e a segunda chaminé; sua seção dianteira brevemente continuou se movendo para frente até que a entrada de água fez a proa parar e se erguer no ar em ângulo acentuado. A popa também se ergueu enquanto a água invadia seus compartimentos abertos. O Hood desapareceu no mar depois apenas oito minutos de combate, com 1 415 mortos e apenas três sobreviventes.
Os dois passaram atacar o Prince of Wales pelos próximos minutos, durante o qual o navio britânico acertou o Bismarck três vezes antes de recuar seriamente danificado. Os alemães cessaram fogo enquanto a distância aumentava, porém o capitão de mar Ernst Lindemann, o oficial comandante do Bismarck, defendeu que eles deveriam perseguir o Prince of Wales e destruí-lo. Lütjens negou e em vez disso ordenou que suas embarcações seguissem para as águas abertas do Atlântico. O almirante relatou após a batalha que "Cruzador de batalha, provavelmente Hood, afundado. Outro couraçado, King George V ou Renown, fugiu danificado. Dois cruzadores pesados mantêm contato". Ele transmitiu às 8h01min um relatório de danos e suas intenções, que era destacar o Prinz Eugen para atacar navios mercantes e seguir com o Bismarck até Saint-Nazaire, na França, para reparos. Lütjens ordenou pouco depois das 10h00min que o Prinz Eugen fosse para ré do Bismarck a fim de avaliar a severidade do vazamento de óleo de um acerto na proa. O cruzador confirmou "amplos fluxos de óleo nos dois lados da esteira [do Bismarck]", retornando então para a posição de vanguarda.

#### Separação e retorno
O clima estava piorando de novo e Lütjens tentou destacar o Prinz Eugen às 16h40min. O aguaceiro não era pesado o suficiente para cobrir a retirada do Norfolk e Suffolk, que continuaram a manter contato de radar com a formação alemã. O Prinz Eugen assim foi chamado de volta temporariamente. O cruzador se destacou com sucesso às 18h14min. O Bismarck virou para poder enfrentar os dois navios britânicos, forçando o Suffolk a fugir em alta velocidade. O Prince of Wales aproveitou e disparou doze salvos contra o Bismarck, que respondeu com nove, mas nenhum dos lados acertou o outro. A ação distraiu os britânicos e permitiu que o Prinz Eugen escapasse.
Ele se encontrou com o navio-tanque Spichern em 26 de maio a fim de reabastecer. Nessa altura o cruzador só tinha 160 toneladas de combustível restantes, suficiente para um dia. O Prinz Eugen continuou sul em sua missão de atacar navios mercantes. Entretanto, antes que qualquer embarcação fosse encontrada, problemas em seus motores apareceram e ele recebeu ordens em 27 de maio, mesmo dia que o Bismarck foi afundado, para abortar sua missão e retornar para a França. Reabasteceu do navio-tanque Esso Hamburg em 28 de maio, mesmo dia que mais problemas nos surgiram, incluindo questões com a turbina de bombordo, refrigeração do motor central e problemas com a hélice de estibordo, o que reduziu sua velocidade máxima para 28 nós. Os problemas na hélice só poderiam ser checados e consertados em uma doca seca, assim Brest, com grandes docas e instalações de reparo, foi escolhida como destino. Havia vários navios de guerra britânicos e comboios na área, com pelo menos 104 embarcações tendo sido identificadas pela equipe de rádio até o dia 29, mas mesmo assim o Prinz Eugen foi capaz de chegar na Baía de Biscaia sem ser detectado, juntando-se em 1 de junho a contratorpedeiros e aeronaves alemãs ao sul de Brest. Foi escoltado até seu destino, chegando no fim do dia e imediatamente entrando em uma doca.

### Cerberus e ações na Noruega

Rota que o Prinz Eugen, Scharnhorst e Gneisenau seguiram durante a Operação Cerberus em fevereiro de 1942

Brest não era muito distante das bases aéreas britânicas localizadas no sul da Inglaterra e assim tanto o Prinz Eugen quanto os couraçados Scharnhorst e Gneisenau foram várias alvos de ataques aéreos Aliados. A Força Aérea Real chegou a chamar os três navios jocosamente de Flotilha de Alvo de Bomba de Brest, com ela tendo jogado aproximadamente 1,2 mil toneladas de bombas no porto francês entre 1 de agosto e 31 de dezembro de 1941. Na noite de 1 de julho, o Prinz Eugen foi atingido por uma bomba perfurante que destruiu o centro de controle embaixo da ponte de comando. O ataque matou sessenta homens e feriu mais de quarenta. A perda do centro de controle também inutilizou os canhões principais e os reparos duraram até o final do ano.
Os contínuos ataques aéreos levaram o comando alemão a decidir que o Prinz Eugen, Scharnhorst e Gneisenau deveriam seguir para bases mais seguras assim que tivessem sido consertados e preparados. Ao mesmo tempo, a Operação Rheinübung tinha demonstrado os riscos de se operar no Atlântico sem cobertura aérea. Além disso, Hitler enxergava o teatro norueguês como uma "zona de destino", assim ordenou que os três navios voltassem para a Alemanha no início de 1942 para que depois fossem enviados para a Noruega. A intenção era usá-los para interceptar comboios Aliados para a União Soviética, além de fortalecer as defesas locais. Hitler insistiu que a viagem ocorresse pelo Canal da Mancha, mesmo com Raeder protestando que isso era muito arriscado. O vice-almirante Otto Ciliax recebeu o comando da operação. Draga-minas varreram uma rota pelo Canal no início de fevereiro, mas os britânicos não detectaram a atividade.
Os navios deixaram Brest às 23h00min de 11 de fevereiro, iniciando a Operação Cerberus. Eles entraram no Canal da Mancha uma hora depois e seguiram a uma velocidade de 27 nós (cinquenta quilômetros por hora) bem próximos do litoral francês. Passaram por Cherbourg às 6h30min, recebendo a companhia de uma flotilha de contratorpedeiros, comandados pelo capitão de mar Erich Bey a bordo do Z29. O general de caças Adolf Galland direcionou os caças e bombardeiros da Luftwaffe durante a corrida, a Operação Donnerkeil. Os caças voaram a baixíssima altitude a fim de evitarem detecção pelos radares britânicos. Oficiais de ligação estavam presentes em todos os três navios. Aeronaves alemães chegaram depois para atrapalhar os radares com chaff. Passaram pelo Estreito de Dover às 13h00min, porém foram atacados meia-hora depois por seis torpedeiros Fairey Swordfish com escoltas de Spitfire. Os britânicos não conseguiram penetrar na defesa aérea alemã e todos os Swordfish foram abatidos.

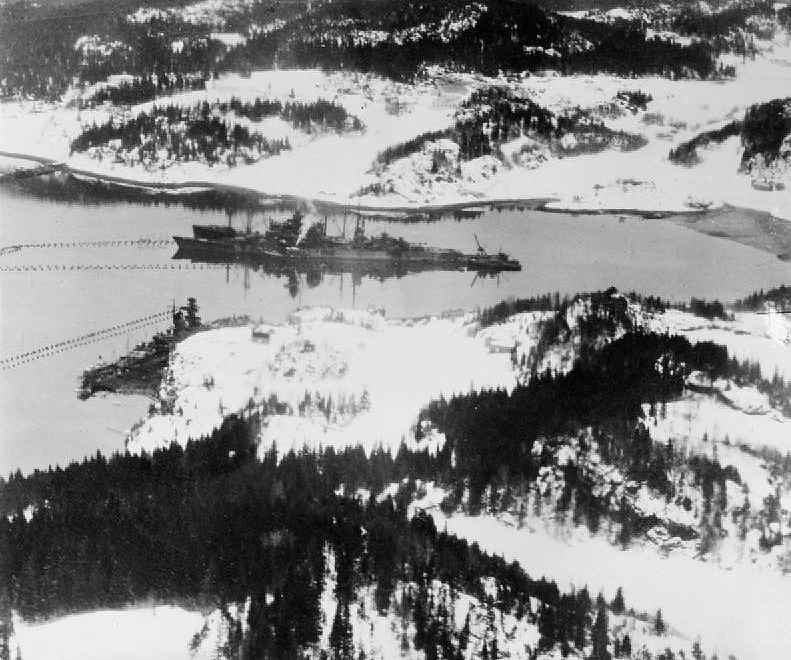
O Prinz Eugen (centro) sob reparos no Fiorde de Lo em março de 1942; ao seu lado está o navio de reparos Huascaran, enquanto o Admiral Scheer está abaixo

O Prinz Eugen ficou sob fogo de baterias de artilharia costeira britânicas próximo de Dover, porém não foi acertado. Várias lanchas torpedeiras então atacaram o navio, mas estas foram afastadas pelos contratorpedeiros de escolta antes que pudessem lançar seus torpedos. O cruzador encontrou cinco contratorpedeiros britânicos às 16h43min: HMS Campbell, HMS Vivacious, HMS Mackay, HMS Whitshed e HMS Worcester. O Prinz Eugen disparou sua bateria principal e acertou o Worcester várias vezes, porém foi forçado a manobrar erraticamente para evitar torpedos. Ele chegou em Brunsbüttel ileso na manhã de 13 de fevereiro, mas tendo sofrido a única baixa dos três grandes navios da operação, que foi um marinheiro morto por metralhadas de aeronaves.
O Prinz Eugen, o cruzador pesado Admiral Scheer e os contratorpedeiros Z4 Richard Beitzen, Z5 Paul Jacobi, Z7 Hermann Schoemann, Z14 Friedrich Ihn e Z25 seguiram em 21 de fevereiro para a Noruega. Eles pararam brevemente no Fiorde de Grimstad e então seguiram para Trondheim. O submarino britânico HMS Trident, que estava patrulhando a área próxima do Fiorde de Trondheim, conseguiu torpedeadar o Prinz Eugen dois dias depois. O torpedo acertou na popa, matando cinquenta tripulantes, causando danos sérios e deixando o navio impossível de manobrar. Ele mesmo assim conseguiu chegar por conta própria em Trondheim e de lá foi rebocado para o Fiorde de Lo, onde reparos de emergência foram realizados pelos meses seguintes pelo navio de reparos Huascaran. Toda sua popa foi cortada, removida e tampada, com dois lemes operados manualmente por bolinetes sendo instalados.
O cruzador voltou para a Alemanha em 16 de maio sob potência própria. Foi atacado na viagem por dezenove bombardeiros Bristol Blenheim e 27 torpedeiros Bristol Beaufort, porém todos erraram. O Prinz Eugen ficou sob reparos até outubro, realizando testes marítimos a partir de 27 de outubro. O capitão de mar Hans-Erich Voss, posteriormente Oficial de Ligação Naval de Hitler, assumiu como oficial comandante assim que a embarcação voltou ao serviço. Em referência ao seu planejado nome original, a Marinha Real Italiana presenteou o cruzador em 22 de novembro com o sino do antigo couraçado austro-húngaro SMS Tegetthoff. O Prinz Eugen passou novembro e dezembro realizando testes no Báltico. Recebeu ordens em janeiro de 1943 para voltar a Noruega a fim de reforçar os navios servindo no local. Tentou duas vezes partir com o Scharnhorst ainda em janeiro, mas em ambas ocasiões aeronaves de reconhecimento britânicas avistaram as embarcações. Logo ficou claro que seria impossível enviar o cruzador para a Noruega, assim foi designado para a Esquadra de Treinamento da Frota e por nove meses ficou treinando cadetes pelo Báltico.

### Serviço no Báltico
O Exército Soviético forçou o recuo da Wehrmacht na Frente Oriental e tornou-se necessário reativar o Prinz Eugen como embarcação de suporte de artilharia. Ele foi redesignado para deveres de combate em 1 de outubro de 1943. O navio, mais o cruzador pesado Lützow e a 6ª Flotilha de Contratorpedeiros formaram em junho de 1944 a Segunda Força Tarefa, depois renomeada para Força Tarefa Thiele a partir de seu comandante, o vice-almirante August Thiele. O Prinz Eugen nessa época estava sob o comando do capitão de mar Hans-Jürgen Reinicke. O cruzador navegou pelo leste do Báltico ao norte da ilha de Utö como demonstração de força antes da retirada alemã da Finlândia. Ele foi para o Golfo de Riga em 19 e 20 de agosto e bombardeou a cidade de Tukums. Quatro contratorpedeiros e dois barcos torpedeiros apoiaram a ação, mais os hidroaviões Arado Ar 196 do Prinz Eugen; o navio disparou um total de 265 projéteis de sua bateria principal. O bombardeio do Prinz Eugen foi primordial em repelir um ataque soviético.
O Prinz Eugen apoiou no início de setembro uma tentativa fracassada de capturar a fortaleza da ilha de Hogland. Voltou para Gotenhafen e então escoltou um comboio evacuando soldados alemães da Finlândia. Este comboio, formado por seis cargueiros, partiu em 15 de setembro do Golfo de Bótnia com toda a Segunda Força Tarefa como escolta. O cruzador no mês seguinte voltou para as funções de apoio de artilharia, auxiliando tropas alemãs em Memel entre 11 e 12 de outubro. Disparou aproximadamente setecentos projéteis de sua bateria principal no decorrer desses dois dias. Deixou o local para reabastecer sua munição e retornou nos dias 14 e 15, disparando mais 370 projéteis.
O Prinz Eugen acidentalmente abalroou o cruzador rápido Leipzig a meia-nau ao norte de Hela em 15 de outubro enquanto viajava voltava para Gotenhafen. A causa da colisão foi a neblina espessa. O Leipzig foi quase cortado ao meio, com os dois navios permanecendo presos um ao outro por catorze horas. O Prinz Eugen foi levado para Gotenhafene, onde reparos foram realizados no decorrer de um mês. Testes marítimos começaram em 14 de novembro. A embarcação apoiou tropas alemãs lutando na Península de Sõrve em 20 e 21 de novembro ao disparar aproximadamente quinhentos projéteis de sua bateria principal. Quatro barcos torpedeiros também participaram da operação, o T13, T16, T19 e T21. O Prinz Eugen então retornou para Gotenhafen a fim de reabastecer suprimentos e ter suas armas desgastadas realinhadas.

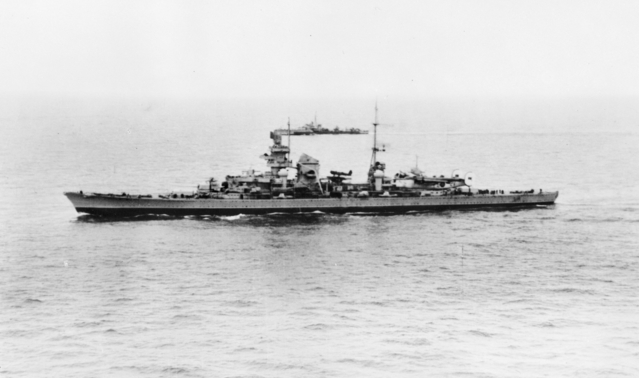
O Prinz Eugen seguindo de Copenhague para Wilhelmshaven em maio de 1945 depois de se render

O cruzador voltou à ação em meados de janeiro de 1945, quando bombardeou forças soviéticas em Samland. Ele disparou 871 projéteis contra as forças soviéticas avançando sobre a posição alemã em Cranz mantida pelo XXVIII Corpo, que estava protegendo Königsberg. Durante esta operação teve o apoio do Z25 e do barco torpedeiro T33. Entretanto, nesse o momento o Prinz Eugen já tinha gastado toda sua munição principal e escassez de munições o forçaram a permanecer no porto até 10 de março, quando bombardeou forças soviéticas próximas de Gotenhafen, Hela e Danzig. Disparou um total de 2 025 projéteis de 203 milímetros e 2 446 projéteis de 105 milímetros durante essas operações. O antigo pré-dreadnought Schlesien também proporcionou suporte de artilharia, assim como o Lützow a partir de 25 de março. Os navios estiveram sob o comando do vice-almirante Bernhard Rogge.
O Prinz Eugen e o Lützow viajaram em 8 de abril para Swinemünde. Os dois foram atacados no porto em 13 de abril por 34 bombardeiros Avro Lancaster. Uma cobertura espessa de nuvens forçou os britânicos a abortar a missão e tentar novamente dois dias depois. As aeronaves conseguiram afundar o Lützow com um acerto de uma bomba Tallboy. O Prinz Eugen partiu para Copenhague na Dinamarca, chegando em 20 de abril. Foi descomissionado em 7 de maio e entregue para o controle da Marinha Real Britânica no dia seguinte. Reinicke, por sua liderança do cruzador durante o último ano da guerra, foi condecorado com a Cruz de Cavaleiro da Cruz de Ferro em 21 de abril de 1945. No decorrer de sua carreira, o Prinz Eugen perdeu no total 115 tripulantes: 79 foram mortos em combate, 33 foram mortos em acidentes e três morreram de outras causas. Destes 115 tripulantes, quatro eram oficiais, sete eram cadetes ou alferes, dois eram suboficiais, 22 eram suboficiais juniores, 78 eram marinheiros e dois eram civis.

### Pós-guerra

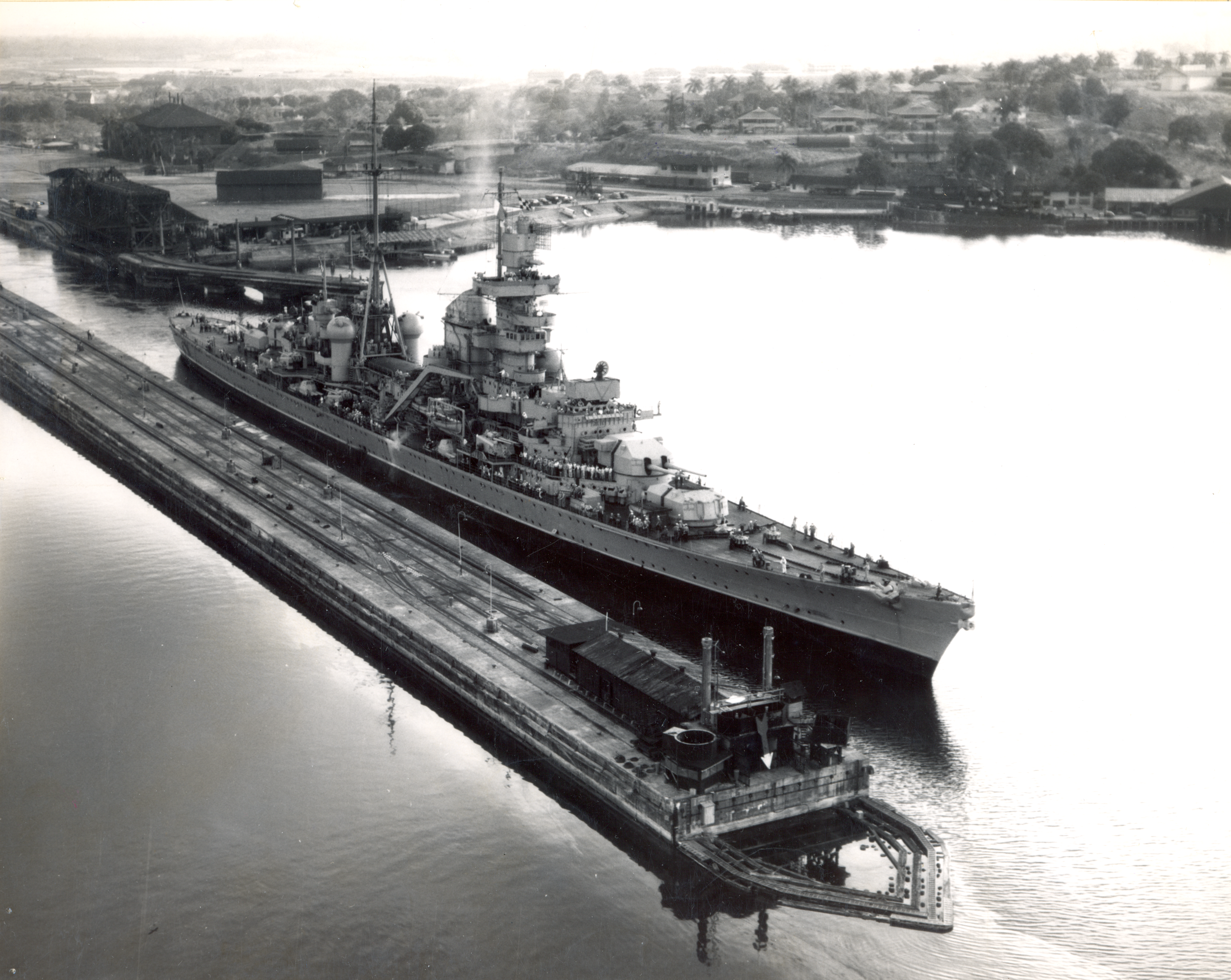
O Prinz Eugen passando pelo Canal do Panamá em 15 de março de 1946

O Prinz Eugen e o cruzador rápido Nürnberg foram as únicas grandes embarcações de superfície alemãs a sobreviverem a guerra em uma condição utilizável. Os dois foram escoltados em 27 de maio pelos cruzadores britânicos HMS Dido e HMS Devonshire para Wilhelmshaven. O Prinz Eugen foi entregue aos Estados Unidos em 13 de dezembro como prêmio de guerra, sendo enviado para Wesermünde. Os estadunidenses não queriam o navio realmente, mas por outro lado também queriam impedir que a União Soviética o adquirisse. O capitão Arthur H. Graubart contou posteriormente que representantes estadunidenses, britânicos e soviéticos reivindicaram a posse do Prinz Eugen e que no final os prêmios maiores foram divididos em três lotes, incluindo o cruzador. Os três lotes foram sorteados do chapéu de Graubart como se fossem uma loteria, com os britânicos e soviéticos sorteando o lote de outros navios e Graubart ficando com o lote do Prinz Eugen. O cruzador acabou sendo comissionado na Marinha dos Estados Unidos como uma embarcação diversa não classificada chamada USS Prinz Eugen e com o número de registro IX-300. Recebeu uma tripulação mista de estadunidenses e alemães formada por 574 oficiais e marinheiros alemães supervisionados por oito oficiais e 85 marinheiros estadunidenses sob o comando de Graubart. O navio partiu em 13 de janeiro de 1946 em direção de Boston, em Massachusetts, onde chegou no dia 22.
O cruzador foi minunciosamente examinado assim que chegou em Boston. Seu grande sonar passivo GHG foi removido e instalado no submarino USS Flying Fish para testes. O interesse norte-americano na tecnologia de amplificadores magnéticos aumentou novamente depois de descobertas nas investigações sobre o sistema de controle de disparo do Prinz Eugen. Os canhões da primeira torre de artilharia foram removidos na Filadélfia em fevereiro. Os tripulantes alemães deixaram o navio e voltaram para casa em 1 de maio. Os tripulantes norte-americanos depois disso tiveram dificuldades para manter o sistema de propulsão operacional, com onze das doze caldeiras falhando após a partida dos alemães. O navio foi então alocado para a frota de alvos da Operação Crossroads no Atol de Bikini. Esta foi um grande teste dos efeitos de armas nucleares sobre navios de guerra de diferentes tipos. Os problemas no sistema de propulsão podem ter influenciado a decisão de descartar o Prinz Eugen nos testes nucleares.
O navio foi rebocado para o Oceano Pacífico por meio do Canal do Panamá, deixando a Filadélfia em 3 de março. O Prinz Eugen sobreviveu às duas explosões atômicas da Operação Crossroads: o aéreo Teste Able em 1 de julho e depois o submerso Teste Baker em 25 de julho. O cruzador foi colocado a 1100 metros de distância do epicentro de ambas as explosões, porém foi apenas levemente danificado nas duas ocasiões. O Teste Able apenas entortou seu mastro dianteiro e quebrou o topo de seu mastro principal. Não sofreu danos estruturais significativos das explosões, mas ficou completamente contaminado com a precipitação radioativa. O Prinz Eugen foi rebocado para Kwajalein, onde um pequeno vazamento não foi consertado devido ao perigo da radiação. A embarcação foi descomissionada em 29 de agosto de 1946.

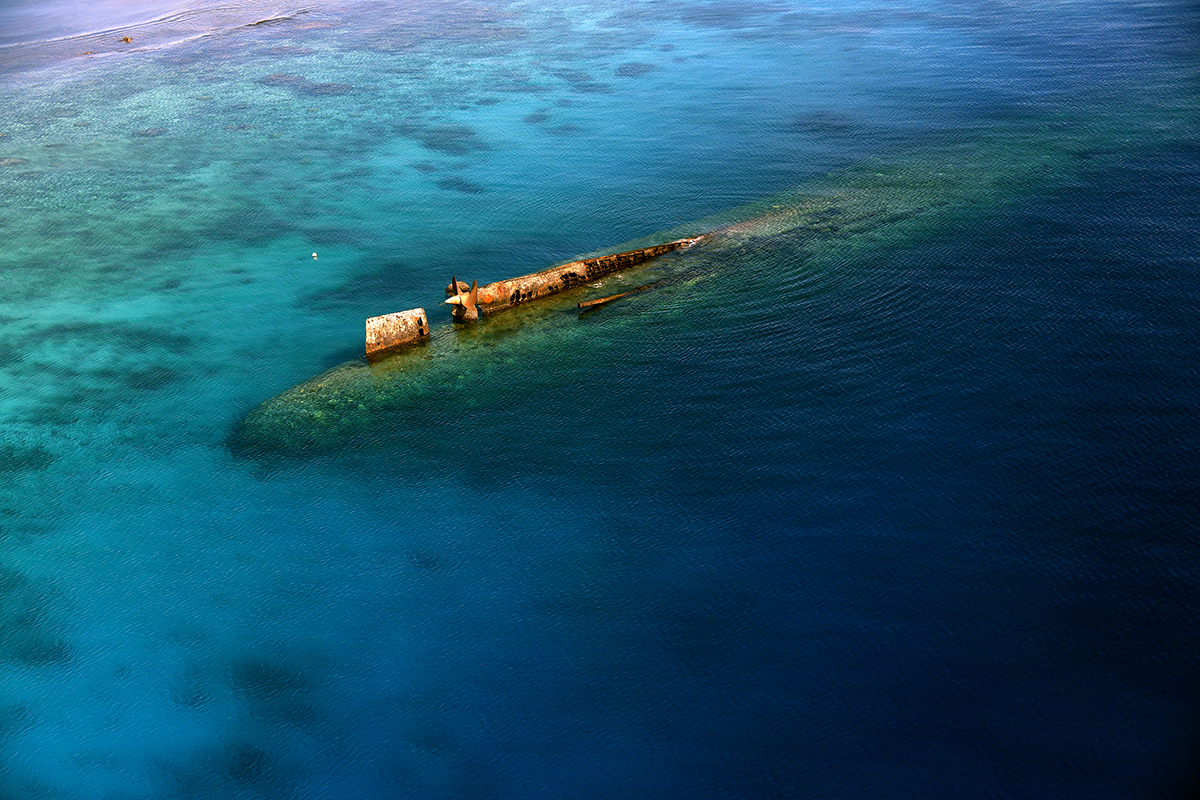
Destroços do Prinz Eugen em Kwajalein em 24 de julho de 2018

O cruzador estava em uma condição muito ruim no final de dezembro e começou a adernar seriamente em 21 de dezembro. Uma equipe de salvamento não pode ser levada a Kwajalein em tempo, assim a Marinha dos Estados Unidos tentou encalhá-lo para impedir seu naufrágio. Entretanto, o Prinz Eugen emborcou e afundou em no dia 22. Suas torres de artilharia caíram para fora de suas barbetas enquanto o navio virava. Sua popa, incluindo as montagens de suas hélices, permanecem visíveis acima da superfície. O governo norte-americano recusou dar os destroços para desmontagem argumentando que não queria seu aço radioativamente contaminado entrando no mercado. Um de seus hélices foi removido em agosto de 1979 e colocado no Memorial Naval de Laboe na Alemanha. Seu sino também foi recuperado e está em exibição no Museu Nacional da Marinha dos Estados Unidos em Washington, D.C., enquanto o sino do Tegetthoff está em exibição na Igreja da Misericórdia da Anunciação em Graz, na Áustria.
O governo dos Estados Unidos começou a avisar no início de 1974 sobre os perigos de um potencial vazamento de óleo combustível de um dos depósitos de combustível do Prinz Eugen. O governo estava preocupado com o risco que um grande tufão danificasse os destroços o causasse um vazamento. A Marinha dos Estados Unidos, o Exército dos Estados Unidos e o governo das Ilhas Marshall realizaram em fevereiro de 2018 uma operação conjunta para remover o óleo usando o navio de salvamento USNS Salvor. Este perfurou buracos até os tanques de combustível para bombear o óleo dos destroços diretamente para o navio-tanque Humber. Os trabalhos terminaram em 15 de outubro de 2018, com o projeto tendo extraído aproximadamente 950 mil litros de óleo, que equivalia a 97 por cento do combustível restante a bordo. O tenente-comandante Tim Emge, o oficial responsável pela operação, afirmou que "Não há mais vazamentos ativos... o óleo restante está fechado em alguns tanques internos sem vazamento e envoltos por uma proteção em camadas".